# 桓石綏
桓石綏（？—410年），譙國龍亢（今安徽懷遠）人，東晉末期人物，征西將軍桓豁子。桓玄敗死後仍持續抵抗東晉，終失敗被殺。

## 生平
會稽世子司馬元顯執政時，桓石綏任司徒司馬德文的左長史。元興元年（402年），桓玄消滅司馬道子、司馬元顯父子的勢力掌政，桓石綏任黃門郎、左衛將軍。
元興三年（404年），桓玄兵敗被殺後，桓石綏逃入塗中（今安徽滁州），打算聚眾攻打歷陽（今安徽和縣），並盤據在江淮之間，於義熙二年（406年）就與司馬國璠、陳襲於胡桃山聚眾侵擾東晉郡縣，遭劉懷肅擊破。
義熙六年（410年），桓石綏乘盧循作亂，自洛口（今陝西洋縣）起兵，自號荊州刺史；同時徵陽令王天恩亦自稱梁州刺史，進據西城（今陝西安康市西北）。時梁州刺史傅歆就命魏興太守傅弘之討伐桓石綏等，將之斬殺。桓謙亦於同年於荊州被劉道規所殺，《晉書》以桓謙、桓石綏等人的死亡，標誌桓楚餘黨的滅亡。

## 延伸阅读
[在维基数据编辑]
 《晉書·卷074》，出自房玄齡《晉書》